# Remigius Kleesattel
Remigius Kleesattel O.S.B. (* 1717 in Böhmenkirch; † 22. Juli 1783 in Oberried) war ein Benediktiner im Kloster St. Blasien, Priester, Theologe und Komponist.

## Leben
Pater Remigius Kleesattel war an der Klosterschule in St. Blasien Professor der Humaniora, und von 1757 bis 1768 Archivar. Nachdem beim großen Brand des Jahres 1768 das Archiv mit wenigen Ausnahmen glücklich gerettet und zeitweilig nach Klingnau gebracht worden war, wurde er seine übrigen Lebensjahre Konventuale zu Sion, St. Blasien und im Kloster Oberried, wo er im Alter von 66 Jahren starb. Er war immer entweder mit Abfassung musikalischer Kompositionen, Gedichten oder Theaterstücken beschäftigt. Er hinterließ auch viele historische Excerpte.

## Iluminare Jerusalem
Das Offertorium „Illuminare Jerusalem“ ist auf der CD „Festliche Musik aus Südwestdeutschen Benediktinerklöstern“ des Labels Ars Musici erschienen. Es stammt aus einer Folge von 24 Offertorien, die Kleesattel gemeinsam mit Fürstabt Martin Gerbert schuf. Das dem Weihnachtsfest gewidmete Werk erfordert Vokalstimmen (Chor und Solisten), Streicher, Orgel und zwei Trompeten oder Hörner.

## Werke
- mit Martin Gerbert: Honor Minervae Austriacae ex mentore exhibitus cum tribus allocutionibus ad L. B. de Vogt lingua hebraica, graeca et latina. 1741. Fol. (Druck 1747, Augsburg)
- Conspectus polyantheae musicae
- Musikalische Kompositionen und Komödien (ungedruckt).